# Zorilispe cambodgensis
Zorilispe cambodgensis är en skalbaggsart som beskrevs av Stefan von Breuning och Chûjô 1968. Zorilispe cambodgensis ingår i släktet Zorilispe och familjen långhorningar. Inga underarter finns listade i Catalogue of Life.